# Amangkurat I
Amangkurat I (Amangkurat Agung; 1619–1677) là susuhunan (quân chủ) của Vương quốc Hồi giáo Mataram từ năm 1646 đến năm 1677.
Ông là con trai của Sultan Agung của Mataram. Ông phải đối phó với nhiều cuộc nổi loạn trong thời gian trị vì của mình. Ông chết trong cảnh lưu vong năm 1677 và được chôn cất tại Tegalwangi (gần Tegal), và được truy phong là Sunan Tegalwangi hay Sunan Tegalarum. Ông còn có biệt danh là Sunan Getek, vì từng bị thương khi đàn áp cuộc nổi loạn của em trai là Raden Mas Alit.

## Thời kỳ đầu
Năm 1645, Amangkurat được bổ nhiệm làm quân chủ hoặc lãnh đạo (susuhunan) của Mataram, kế vị cha mình. Sau đó ông lấy hiệu là Susuhunan Ing Alaga. Sau khi đăng quang vào năm 1646, ông lấy hiệu là Kanjeng Susuhunan Prabu Amangkurat Agung, viết tắt là Amangkurat. Trong tiếng Java, từ Amangku có nghĩa là "quản lý" và Rat có nghĩa là "thế giới", do đó Amangkurat có nghĩa là "quản lý thế giới". Sau đó, ông trở thành một quân chủ có toàn quyền đối với toàn bộ Vương quốc Hồi giáo Mataram và nước chư hầu. Trong lễ đăng quang của ông, tất cả các thành viên vương thất đều tuyên thệ trung thành với ông.
Cái chết của Sultan Agung của Mataram là điều bất ngờ, có nguy cơ xảy ra tranh chấp quyền kế vị và hỗn loạn. Để ngăn chặn các tranh chấp quyền kế vị thách thức tính hợp pháp của mình, Amangkurat I (đăng quang với an ninh quân sự nghiêm ngặt vào năm 1646) đã phát động một số cuộc tấn công phủ đầu (ám sát, đồ sát và trận chiến) nhằm loại bỏ các đối thủ tiềm năng tranh giành vương vị, bao gồm nhiều quý tộc và thủ lĩnh quân sự.
Amangkurat giành được lãnh thổ Mataram rộng lớn từ cha mình và kiểm soát tập trung hoá các lãnh thổ của mình. Khi lên ngôi, ông cố gắng mang lại sự ổn định lâu dài cho vương quốc, một quốc gia có quy mô đáng kể nhưng bị tàn phá do có các cuộc nổi dậy liên tục. Ông giết các lãnh đạo địa phương mà ông cho là không đủ cung kính mình, bao gồm cả quý tộc vẫn còn quyền lực từ Surabaya là cha vợ ông Pangeran Pekik. Các nạn nhân khác là Tumenggung Wiraguna và Tumenggung Danupaya, những người được lệnh xâm chiếm Vương quốc Blambangan đã bị Vương quốc Bali chinh phục vào năm 1647, nhưng họ đã bị sát hại trên đường tiến về phía đông. Toàn bộ gia đình Wiraguna sau đó cũng bị sát hại theo lệnh của Amangkurat. Cuộc thanh trừng này khiến em trai của ông là Hoàng tử Raden Mas Alit (người bảo trợ của gia đình Wiraguna) cố gắng lật đổ ông, người này tấn công cung điện cùng với hỗ trợ của các giáo sĩ Hồi giáo (ulema) và một phe Hồi giáo sùng đạo vào năm 1648, nhưng họ bị đánh bại và Alit bị giết trong trận chiến. Hai ngày sau, Amangkurat thực hiện thảm sát ulema và gia đình họ (khoảng 5.000–6.000 người) để đảm bảo quyền cai trị của ông. Họ bị tập trung tại alun-alun (quảng trường thành phố) để bị giết.
Amangkurat cũng ra lệnh đóng cửa các cảng biển  và phá hủy tàu thuyền ở các thành phố ven biển để ngăn chặn họ trở nên quá mạnh mẽ từ sự giàu có của mình. Để nâng cao vinh quang của bản thân, tân vương từ bỏ Cung điện Karta là thủ đô của Sultan Agung và chuyển đến một cung điện gạch đỏ lớn hơn tại Plered (cung điện trước được xây bằng gỗ).

## Quan hệ đối ngoại
Amangkurat I thiết lập mối quan hệ chặt chẽ với Công ty Đông Ấn Hà Lan (VOC), thế lực từng giao chiến với cha ông. Năm 1646, ông cho phép Công ty Đông Ấn Hà Lan thiết lập các trạm mậu dịch trên lãnh thổ Mataram, trong khi Mataram được phép buôn bán trên các hòn đảo khác do Hà Lan cai trị. Họ cũng được cho là trao đổi tù nhân với nhau. Hiệp ước được Amangkurat xem là dấu hiệu cho thấy công ty khuất phục quyền cai trị của Mataram. Tuy nhiên, ông bị sốc khi Công ty Đông Ấn Hà Lan chinh phục Vương quốc Hồi giáo Palembang vào năm 1659.
Sự thù địch giữa Mataram và Banten cũng trở nên tồi tệ hơn. Năm 1650, Cirebon được lệnh chinh phục Banten, nhưng thất bại. Hai năm sau, Amangkurat cấm xuất khẩu gạo và gỗ sang nước này. Trong khi đó, quan hệ ngoại giao giữa Mataram và Gowa (được thành lập bởi Sultan Agung) đang xấu đi. Amangkurat từ chối sứ giả của Gowa và yêu cầu đích thân Sultan Hasanuddin đến Java, nhưng yêu cầu bị từ chối dứt khoát.

## Xung đột với thái tử
Amangkurat I cũng có mâu thuẫn với Thái tử Rahmat (sau này là Amangkurat II). Xung đột bắt đầu với thông báo rằng vị trí thái tử sẽ được chuyển giao cho Vương tử Singasari (một người con trai khác của Amangkurat I). Sau đó vào năm 1661, Rahmat lãnh đạo một cuộc nổi dậy chống lại cha mình nhưng không thành công. Amangkurat đàn áp toàn bộ đoàn tùy tùng ủng hộ con trai ông nhưng thất bại trước Rahmat vào năm 1663.
Thái tử cảm thấy cuộc sống của mình không an toàn trong triều đình sau khi lấy thiếp của cha mình là Rara Oyi với sự giúp đỡ của ông ngoại là Pangeran Pekik của Surabaya. Điều này khiến Amangkurat nghi ngờ về một âm mưu giữa các phe phái Surabaya nhằm giành lấy quyền lực ở thủ đô bằng cách sử dụng vị trí thái tử đầy quyền lực của cháu ngoại Pekik. Amangkurat kết án tử hình cha vợ của mình, Pangeran Pekik, với cáo buộc bắt cóc Rara Oyi cho thái tử. Amangkurat tha thứ cho con trai mình sau khi buộc ông phải tự tay giết Rara Oyi.

## Khởi nghĩa Trunajaya
Vào giữa thập niên 1670, sự bất mãn với quốc vương chuyển thành cuộc nổi dậy công khai, bắt đầu từ Đông Java ngoan cố và lan dần vào bên trong. Thái tử Rahmat âm mưu với Panembahan Rama của Kajoran, người này đề xuất một mưu kế trong đó thái tử tài trợ cho con rể của Rama là Trunajaya để bắt đầu một cuộc nổi loạn tại Đông Java. Raden Trunajaya, một vương công từ Madura, lãnh đạo một cuộc nổi dậy được các chiến binh lưu động đến từ Makassar hỗ trợ, do Karaeng Galesong lãnh đạo, họ chiếm được triều đình của quốc vương tại Mataram vào giữa năm 1677.
Người ta tin rằng sau đó đã xảy ra xung đột giữa Trunajaya và RM. Rahmat, khiến Trunajaya không nhường lại quyền lực cho Thái tử như kế hoạch trước đó, thậm chí còn cướp bóc cung điện. RM. Rahmat không thể kiểm soát Trunajaya và cuối cùng đã đứng về phía cha mình.
Quốc vương trốn thoát đến bờ biển phía bắc cùng với thái tử, để lại đứa con trai thứ Pangeran Puger ở Mataram. Phiến quân Trunajaya rõ ràng quan tâm đến lợi nhuận và trả thù hơn là điều hành một đế chế đang gặp khó khăn, họ cướp phá triều đình và rút lui về thành trì của mình ở Kediri, Đông Java, để Puger kiểm soát một triều đình yếu kém. Nắm bắt cơ hội này, Puger lên ngôi trong đống đổ nát của Plered với hiệu Susuhunan ing Alaga.

## Qua đời
Ngay sau sự kiện này, Amangkurat lâm bệnh khi lưu vong. Theo Babad Tanah Jawi, cái chết của ông là do nước dừa nhiễm độc do thái tử đưa cho. Mặc dù vậy, ông vẫn chỉ định con trai mình làm người kế vị, nhưng kèm theo lời nguyền cho con cháu của người này rằng sẽ trở thành vua nhưng chỉ trị vì trong một thời gian ngắn, ngoại trừ một người. Amangkurat còn lập di chúc cho con trai mình cầu cứu Công ty Đông Ấn Hà Lan để chiếm lấy vương vị từ Trunajaya.
Amangkurat chết trong rừng Wanayasa và được chôn cất gần thầy của mình gần Tegal. Vì đất thơm nên ngôi làng nơi ông được chôn cất được gọi là Tegalwangi hay Tegalarum. Mười hai người lính Hà Lan do Oufers chỉ huy đã đến dự đám tang của ông.
Ông được con trai cả của mình kế vị susuhunan vào năm 1677, người này trị vì với hiệu là Amangkurat II.